# A Mediterranean Odyssey
A Mediterranean Odyssey è una compilation commemorativa del "Mediterranean Tour" che Loreena McKennitt ha tenuto nell'estate del 2009.
Si compone di due dischi: un live con registrazioni inedite e un best of con i brani scelti personalmente da Loreena che evocano toni e culture dei Paesi toccati dal tour.
Il disco esce in tre versioni digipack (con libretto fotografico), card sleeve e jewel case (senza libretto fotografico).
La compilation "The Olive and the Cedar" è stata distribuita nell'estate 2009 come disco promozionale in Grecia.

## The Olive and the Cedar (best of)
1. The Mystic's Dream
2. Tango To Evora
3. The Gates Of Istanbul
4. Penelope's Song
5. Marco Polo
6. Marrakesh Night Market
7. Santiago
8. Caravanserai
9. The Dark Night Of The Soul
10. Sacred Shabbat
11. The Mummers' Dance

## From Istanbul to Athens (live)
1. The Gates Of Istanbul
2. The Dark Night Of The Soul
3. Marco Polo
4. Penelope's Song
5. Sacred Shabbat
6. Caravanserai
7. Santiago
8. Beneath A Phrygian Sky
9. Tango To Evora
10. Full Circle